# Baltasar Álamos de Barrientos

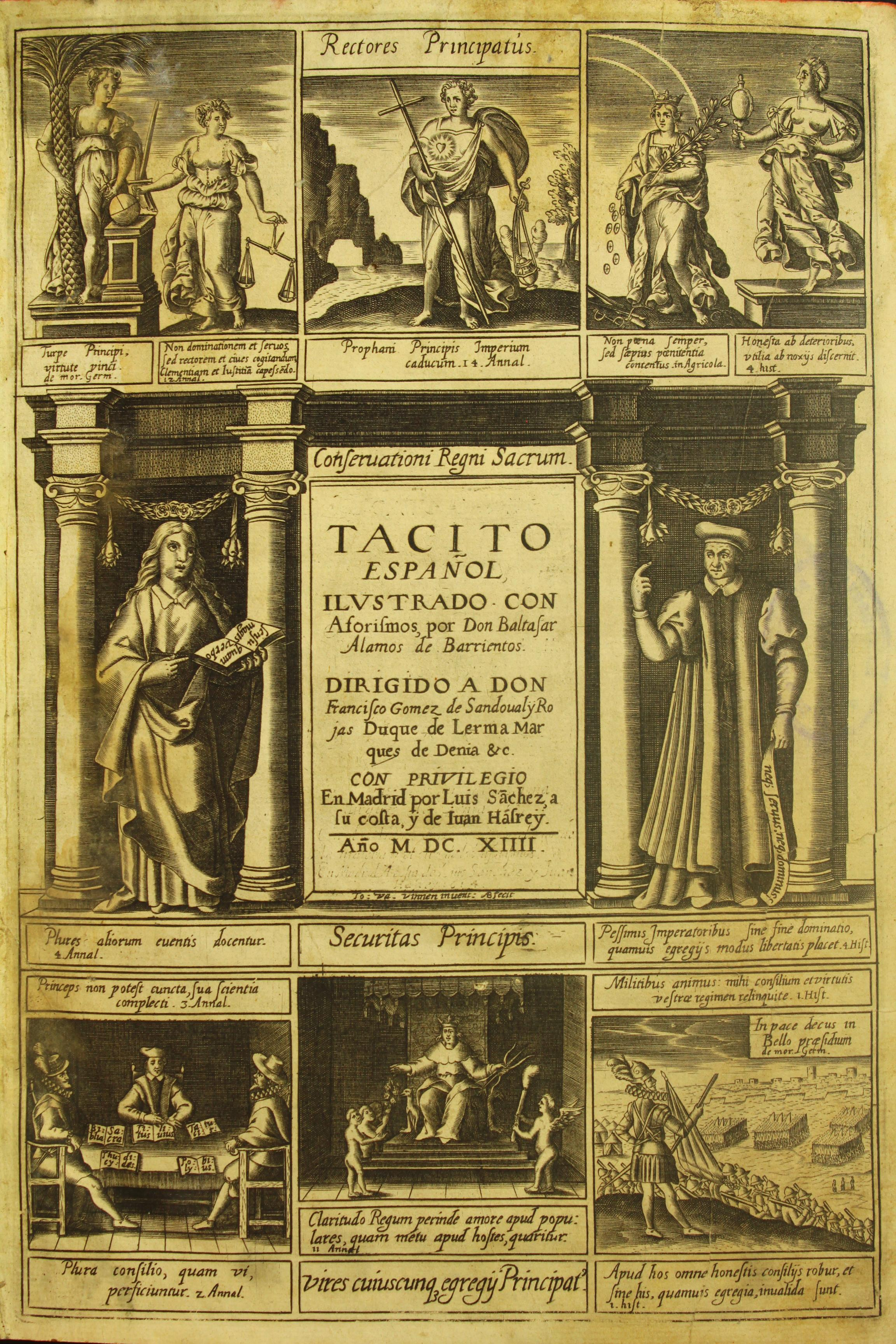
Grabado de portada del Tácito español ilustrado con aforismos por Baltasar Álamos de Barrientos, en Madrid, por Luis Sánchez, 1614

Baltasar Álamos de Barrientos (Medina del Campo, 1555-Madrid, 1640) fue un arbitrista y escritor político español.

## Biografía
Nacido en la ciudad de Medina del Campo, en la provincia de Valladolid.
Su amistad con Antonio Pérez desencadenó su arresto en 1590 y estuvo prisionero alrededor de trece años. Tácito Español ilustrado con aforismos (Madrid, 1614) fue el único trabajo editado bajo su autoría, aunque probablemente es autor del Discurso del gobierno, atribuido a Pérez. Con la protección del Duque de Lerma (a quien se dedicó el Tácito) y del Conde Duque de Olivares obtuvo una alta posición dentro del gobierno.
Desde 1626 hasta alrededor de 1630 se encargó de la crianza de Francisco Fernando Isidro de Austria, hijo ilegítimo de Felipe IV nacido el 15 de mayo de 1626 de su relación con Catalina Manrique.

## Órdenes y empleos

### Órdenes
- Caballero de la Orden de Santiago.

### Empleos
- Consejero del Consejo de Indias.
- Consejero del Consejo de Hacienda.
- abogado de la Audiencia Criminal y del Consejo de Guerra.
- Protonotario del Consejo de Aragón.

### Individuales
1. ↑  Moreno Meyerhoff, Pedro (2008). «Ascendencia y descendencia de D. Juan de Isasi Idiáquez, I Conde de Pie de Concha». Hidalguía: la revista de genealogía, nobleza y armas (328-329): 469-518. ISSN 0018-1285. Consultado el 10 de octubre de 2023.